# 박강수 (1115년)
박강수(朴康壽, 1115년 ~ 1200년)는 고려(高麗) 중기의 무신(武臣)이다. 본관은 함양(咸陽)이다. 초명은 박강용(朴康用)이다.
원래 향리(鄕吏)였으나 조부 때에 무반으로 전환한 가문에서 태어났다. 38세 되던 1152년(의종 6)에 처음 녹사(錄事)에 제수되었고, 70세 되던 1184년(명종 14)에 감문위대장군(監門衛大將軍)으로 치사(致仕)하였다.